# Barrio José Ignacio Díaz (Córdoba)
El barrio José Ignacio Díaz es un barrio del sureste de la Ciudad de Córdoba, ubicado en el sector conocido como "CPC Empalme", estableciéndose sus primeras viviendas en la década de 1950. Originariamente, donde se encuentra enclavado este barrio había unas hectáreas pertenecientes a la familia Díaz, de prestigio en la ciudad.
En el centro de este enorme predio se edificó en 1910 una construcción destinada a casa de veraneo para la familia Díaz, según líneas arquitectónicas italianizantes y francesas.
En las décadas de los años 30 y 40 se convirtió en un atractivo turístico para paseantes pues en aquellos años se contaba con una calle repleta de árboles cuyo extremo final era el enorme portal de hierro del casco de la estancia San Felipe.
El predio ocupado por el chalet se redujo a poco más de una hectárea de las 330 que ocupaba originalmente y el desarrollo de la ciudad lo convirtió en una populosa barriada proletaria.
Se realizó la restauración y la refuncionalización del chalet San Felipe, donde funciona la sede de CREA - Incubadora de Industrias Creativas y Empresas Culturales, De acuerdo a los cálculos realizados por la Municipalidad de Córdoba, los trabajos demandaron un presupuesto oficial cercano a los 700 mil pesos.
Desde el año 2008, la antigua mansión viene siendo utilizada como centro de recreación y cultura (CPC#13 "Chalet San Felipe") donde también se imparten talleres prácticos como: Peluquería, Manualidades, Estudio de artes marciales y más.

## Historia
El Chalet San Felipe, antiguo casco de la estancia del mismo nombre, tiene un valor propio por su historia.
José Ignacio Díaz nació en 1862 y era integrante de una de las familias tradicionales de la Docta. Fue el consignatario de hacienda original y ordenó la ejecución del casco de la estancia. En honor a su padre, Felipe Díaz, bautizó al chalet como "San Felipe" .
La construcción cuenta con una superficie cubierta de 740 metros cuadrados en tanto que en el terreno ocupa unos 11.000 metros cuadrados (1,1 hectáreas).
Posee dos niveles visibles, una torre con mirador y un sótano en el sector de servicio, en tanto que en la planta baja se encuentra una serie de salas intercomunicadas junto a la zona de servicio y una escalera de madera, más la casa de los caseros y una cochera.
El sector está rodeado por una galería con estructura de madera y teja francesa, mientras que en la planta alta se accede a un hall de distribución y a través de ellas a salas con expansiones a las terrazas.
Como corolario, el techo exhibe una gran pendiente, cubierta de chapa con zinc y tablillas solapadas.